# Mécénat au domaine de Versailles

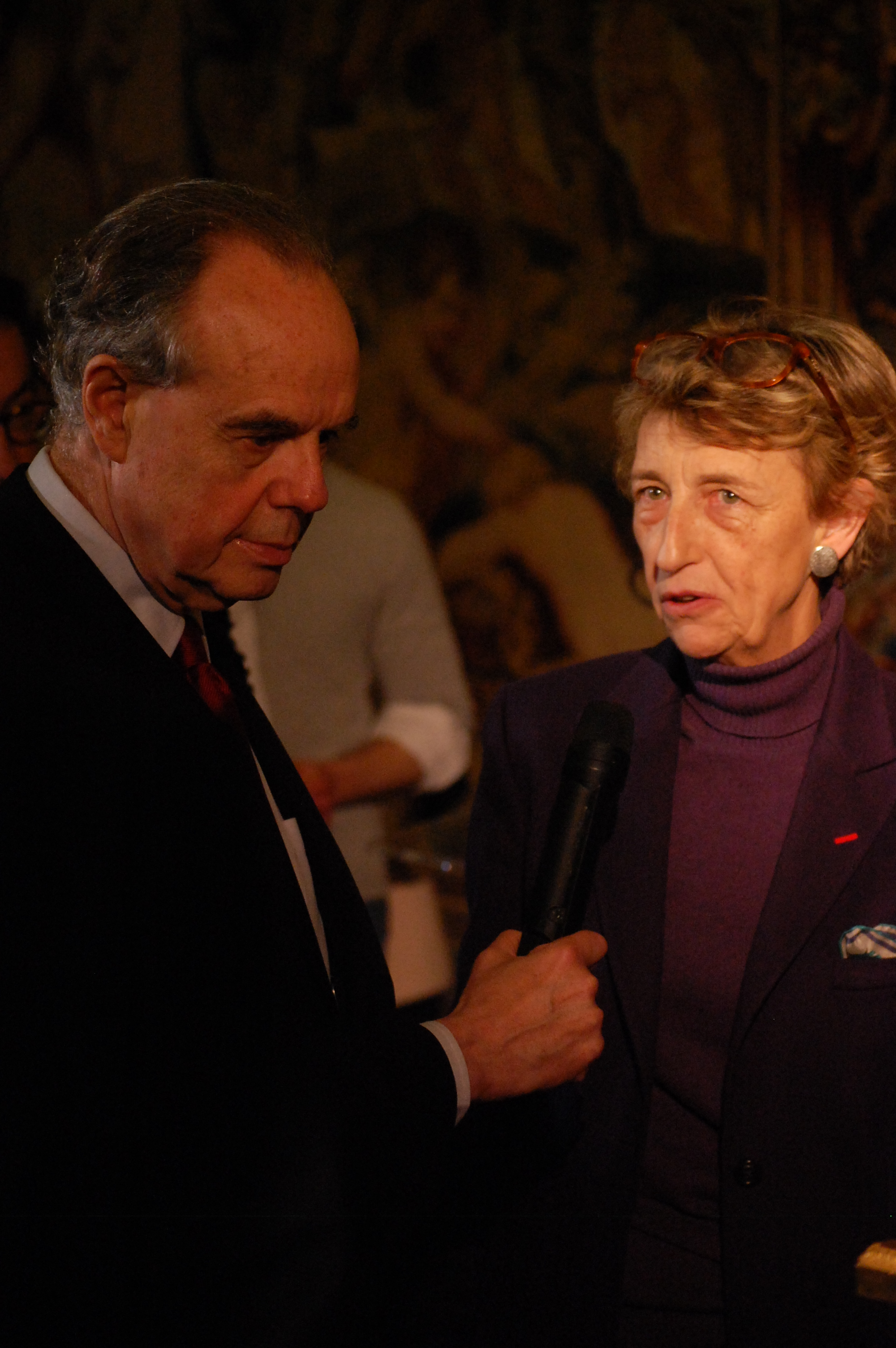
Le 21 mars 2011 à Versailles, Frédéric Mitterrand, ministre de la Culture se fait présenter par la conservatrice Béatrix Saule le bureau de la Reine, acquis grâce au mécénat.

Le mécénat représente une part importante des ressources du domaine de Versailles : entre 10 % et 20 % de son budget annuel, cette part variant selon les années. En 2010, elle représentait environ vingt millions d'euros, soit un cinquième du budget du domaine.
Considéré comme « indispensable » par les responsables de l'Établissement public du château, du musée et du domaine national de Versailles (EPV), encouragé par les pouvoirs publics, ce mécénat recouvre les dons propres à contribuer à la restauration, au remeublement et, plus généralement, à la mise en valeur du domaine de Versailles ou d'un de ses éléments. Ces aides et dons peuvent émaner de personnes privées, d'associations ou d'entreprises. Selon les cas, ils prennent la forme d'un soutien financier pour une opération particulière — plus rarement la prise en charge matérielle de cette opération — ou d'un don en nature, mobilier, objet d'art, tableau, sculpture, apte à enrichir judicieusement les collections de l'établissement public.
Inexistant au XIXe siècle, le mécénat à Versailles prend forme au début du XXe siècle quand, à l'initiative du conservateur Pierre de Nolhac, se crée une association d'amateurs éclairés : la Société des Amis de Versailles (1907). Ce soutien au château et au musée s'organise ensuite progressivement, en fonction des évènements de l'Histoire, de la personnalité des conservateurs successifs et, plus tard, des dispositions légales françaises organisant le mécénat et facilitant en particulier le mécénat d'entreprise.

## Historique du mécénat à Versailles
Après la Révolution française, Versailles, vidé de ses meubles, est laissé à l'état d'abandon. Les régimes qui suivent (Empire, Restauration, monarchie de Juillet, Second Empire) reconduisent régulièrement le domaine dans la liste civile du souverain. C'est-à-dire que celui-ci le possède en dotation et peut y effectuer à son gré des modifications et embellissements. Certains monarques le font. Mais s'agissant de leur bien, on ne peut parler de mécénat.
Il faut attendre 1867 pour qu'un titre de « conservateur de Versailles » soit créé sous l'égide d'Émilien de Nieuwerkerke, l'idée semblant désormais admise que Versailles en a besoin. Encore ne s'agit-il que d'une fonction a minima, le rôle de ce fonctionnaire se limitant à « conserver » ce qui existe, et étant d'autre part limité par l'autorité du puissant régisseur du domaine, duquel dépend ce bâtiment de la Couronne.

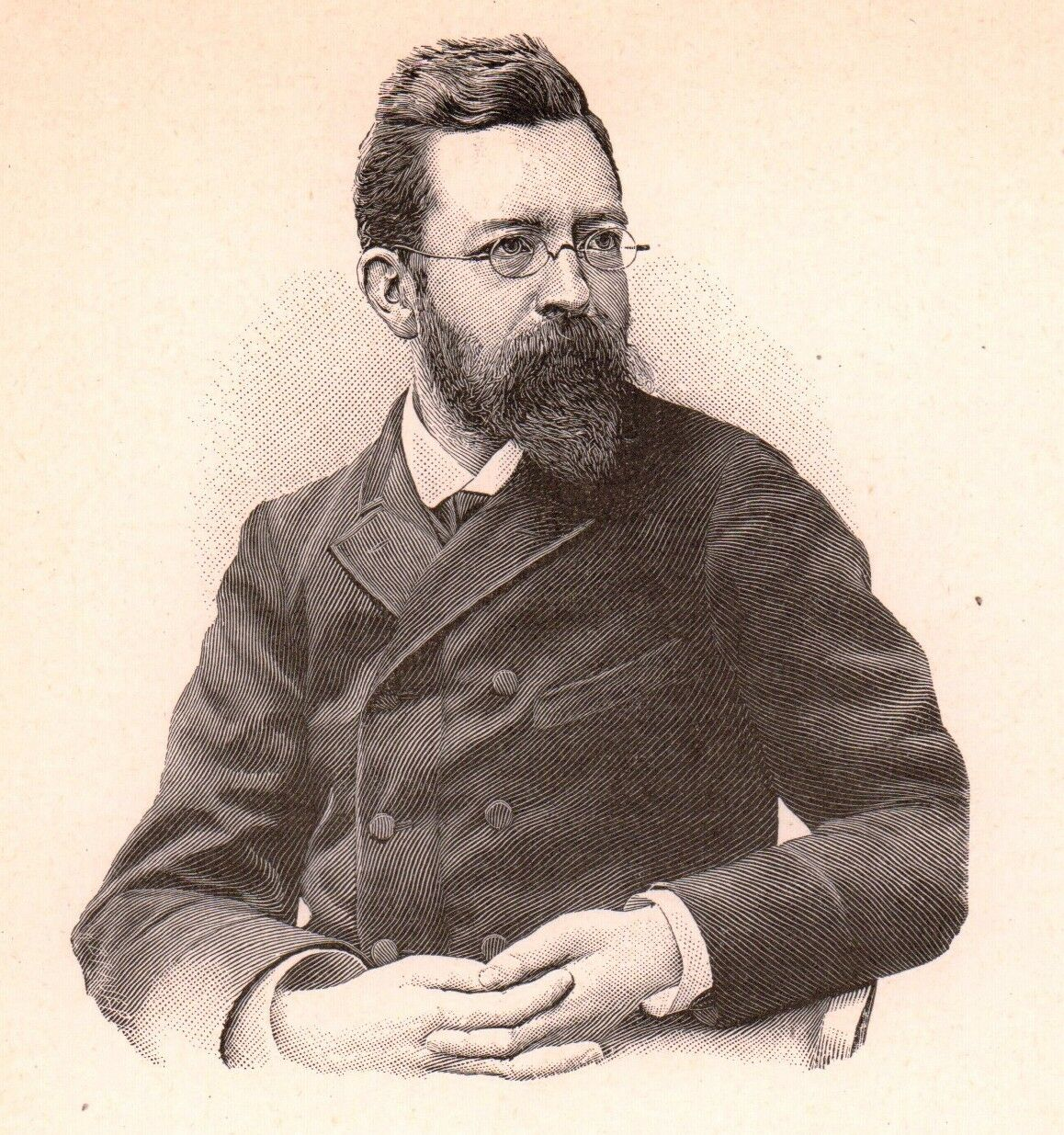
En 1907, le conservateur Pierre de Nolhac suscite la création de la Société des amis de Versailles.

Pierre de Nolhac, conservateur de Versailles de 1892 à 1920, est le premier à porter un projet pour Versailles — celui de rendre au château l'atmosphère d'une demeure royale habitée — une perspective qu'il exprime à travers de nombreux articles et publications. C'est à son initiative qu'est créée en 1907 la Société des amis de Versailles, autour de Raymond Poincaré, Victorien Sardou et Alexandre Millerand.
La première souscription adressée par la Société des Amis de Versailles, l'année de sa fondation, est de 25 000 francs. Tout est alors à faire, y compris « la suppression de bouches de calorifères, telle que celle qui s'étale bêtement à la base du piédestal supportant le Louis XIV du Bernin ». La création de cette association est la première manifestation du mécénat à Versailles.
La deuxième forme prise par le mécénat à Versailles apparaît après la Première Guerre mondiale. À la suite d'articles parus dans l'hebdomadaire L'Illustration (février 1923), John D. Rockefeller Jr. fait un don d'un million de dollars (soit plus de 125 millions de francs de l'époque) à la France pour restaurer un certain nombre d'édifices, dont Versailles. On s'aperçoit alors qu'une grande fortune privée permet des réalisations autrement considérables : commencés en 1925, les travaux payés par Rockefeller concernent les façades et toitures du château, des ailes des Ministres, la restauration de l'Orangerie, des Trianon, du théâtre de la Reine, du Hameau et des jardins,.
Sans que le mécénat associatif soit pour autant négligé, les grands mécènes privés constituent, dès lors, un objet de convoitise pour les responsables de Versailles et les pouvoirs publics. En 1949, le secrétaire d'État aux Beaux-Arts André Cornu lance une campagne Sauvegarde de Versailles et obtient des fils de John D. Rockefeller Jr., à la mémoire de leur père, la somme de 100 millions de francs de l'époque pour de nouveaux travaux au Petit Trianon, au Hameau et au Pavillon français.
Une période particulièrement faste de ce mécénat des fortunes privées est celle qui s'étend de 1953 à 1980, sous la conservation en chef de Gérald Van der Kemp. Roger Peyrefitte, qui présente ce dernier comme « un personnage important de la maçonnerie », souligne parallèlement qu'il a « su jouer de ses relations mondaines plus qu'aucun autre responsable de musée ». Aidé par sa seconde femme, l'américaine Florence Harris, elle-même héritière d'une grande fortune, Gérald Van der Kemp réussit à attirer à Versailles nombre de donateurs d'outre-Atlantique (beaucoup de grands mécènes privés de Versailles sont américains), d'Europe et de France.
La troisième forme de grand mécénat à Versailles — qui s'associe aux deux précédentes tout en les surpassant — apparaît récemment, avec la promulgation de la loi de 2003 relative au mécénat : le mécénat d'entreprise. Par des dispositions fiscales désormais très incitatives (déduction de 60 % du don de l'impôt sur les sociétés, 25 % de sa valeur échangeable en services, et jusqu'à 90 % de déduction fiscale en cas d'achat d'un trésor national), cette loi ouvre aux entreprises la possibilité d'un mécénat spectaculaire, fiscalement très intéressant et profitable en termes d'image et retombées publicitaires. Il en résulte aujourd'hui des records de dons : en 2011, le bureau de la reine Marie-Antoinette par Riesener a pu être acquis 6 750 000 euros grâce au mécénat d'entreprise.
Parallèlement à ces trois formes de mécénat — associations, fortunes privées et entreprises — l'Établissement public de Versailles développe aujourd'hui un système de « parrainage » plus accessible, permettant d'attirer des donateurs, particuliers ou entreprises, sur des sommes moins élevées : adoption de statues, de bancs, d'arbres. Quoique légalement et fiscalement différent du mécénat, ce système est parfois présenté comme le mécénat « à la portée de chacun ». Il constitue aujourd'hui, pour le domaine national, une ressource non négligeable.

### 10 000arbres pour Versailles
Le 26 décembre 1999, une tempête dévaste le parc du château de Versailles. Sur les 350 000 arbres que compte le domaine, 18 500 sont fendus ou déracinés, dont le tulipier de Virginie planté en 1783 sous Marie-Antoinette. La campagne « 10 000 arbres pour Versailles » est immédiatement mise en place, proposant de parrainer un arbre en versant 1 000 francs. Le donateur reçoit en retour un certificat calligraphié et un plan permettant de localiser l'arbre adopté.
En quatre ans, plus de 2,5 millions d'euros sont récoltés, provenant de particuliers (5 000 particuliers français et étrangers, majoritairement américains) ainsi que d'entreprises et de fondations :
- Fondation Bettencourt-Schueller 200 000 €
- United Technologies 150 000 €
- Fondation Florence Gould 150 000 €
- Parcs et Jardins de France 50 000 €

La réussite de cette campagne, qui reçoit le prix spécial « mécénat, soutien, solidarité » du Trophée de l'Arbre d'Or du paysage, lance le début du parrainage à Versailles.

## Bancs et statues
L'EPV renouvelle ensuite l'opération en lançant une souscription pour rénover les bancs et les statues du domaine.
En 2005 est ainsi lancée la campagne « Adoptez une statue » et qui, en 2010, avait permis de restaurer 108 œuvres grâce à 80 donateurs et à un montant total de dons de 2,7 millions d'euros (soit entre 4 000 € et 60 000 € par statue).
En juillet 2009, une opération similaire est lancée pour la restauration des 170 bancs de pierre du parc pour un coût moyen de 3 800 € par banc.

## Part du mécénat dans le budget de Versailles
Selon le site officiel de l'EPV, le budget consolidé de cette institution s'élève à environ 100 millions d'euros par an. Ce budget comprend les ressources propres de l'établissement (en particulier la vente des billets, qui rapporte 43 à 45 millions d'euros par an), la subvention de l'État (25 millions d'euros en 2010), les ressources provenant de l'autofinancement et enfin, quatrième grande source de revenus, le mécénat.
Les fonds recueillis par mécénat sont consacrés uniquement à des dépenses d'investissement. Ils ne sont pas pris en compte dans le budget prévisionnel de l'établissement, leur importance étant par nature fluctuante. Selon le président de l'EPV, ils constituent cependant « une tendance lourde » du budget annuel, l'Établissement public essayant « d'en augmenter l'apport chaque année ». En 2010, le mécénat a apporté à Versailles « une vingtaine de millions d'euros ».
Pour prendre l'exemple de l'exercice 2008, le rapport annuel d'activité détaillé indiquait que ces ressources du mécénat — provenant d'un peu plus de cinquante mécènes — s'élevaient à 16 200 000 euros. Ces fonds ont été ventilés comme suit :
| Répartition 2008 | Montant 2008    | Poste                                       | Réalisations (liste non exhaustive) |
| ---------------- | --------------- | ------------------------------------------- | --- |
| 37 %             | 5 994 000 euros | Restaurations du château et des jardins     | * Suite de la restauration du Petit Trianon * Suite de la restitution de la Grille royale * Restauration du cabinet de garde-robe de Louis XVI * Restauration de l'antichambre du Grand Couvert * Restauration d'œuvres et statues diverses * Restauration/mise en place de la statue équestre de Louis XIV * Restauration façades et toitures (cour de Marbre et royale) |
| 36 %             | 5 832 000 euros | Achats d'œuvres                             | * Acquisition de la console du Dauphin (2 300 000 euros) * Financement d'une chaise de Louis Delanois (295 200 euros) |
| 15 %             | 2 430 000 euros | Expositions temporaires                     | * Exposition Jeff Koons * Exposition Quand Versailles était meublé d'argent |
| 12 %             | 1 944 000 euros | Projets liés aux NTIC Mécénat de compétence | * Visite virtuelle du musée de l'Histoire de France * Numérisation de l'Orangerie * Construction du pavillon d'accueil (cour d'honneur) * Nouveaux équipements sanitaires du château * Câblage des réseaux du domaine |

## Fonctionnement du mécénat à Versailles

### Cadre légal
Le mécénat se conçoit comme « un soutien matériel apporté sans contrepartie directe de la part du bénéficiaire, à une œuvre ou à une personne pour l’exercice d’activités présentant un intérêt général ». Dans ce cadre, un don effectué à l'Établissement public de Versailles bénéficie de la loi no 2003-709 du 1er août 2003 relative au mécénat, aux associations et aux fondations. Versailles est, en effet, éligible à ce régime en tant qu'établissement public à caractère administratif et, plus particulièrement, en tant que musée de France.
Le don peut se faire en argent, en nature (par exemple, des œuvres d'art) ou en service (appelé mécénat de compétence), ces deux dernières formes faisant l'objet d'une estimation financière pour les comptes de l'établissement et l'administration fiscale. Sur le plan du contrôle, les organismes comme Versailles qui bénéficient d'un montant annuel de dons égal ou supérieur à 153 000 euros, ont une obligation de transparence. Leurs comptes sont vérifiés par la Cour des comptes.
Si la définition du mécénat exclut des « contreparties directes », ce régime n'en présente pas moins des… avantages directs :
- Mécénat des personnes physiques

Tout don fait à Versailles par un particulier est déductible à 66 % des impôts du donateur, dans la limite de 20 % de son revenu imposable. Si ce plafond est dépassé, le reliquat de réduction est reportable sur les cinq années suivantes. Outre cette réduction d'impôt, le donateur peut recevoir jusqu'à 60 euros en « contreparties » (le terme est employé par la Mission du mécénat, ministère français de la Culture), sous forme de catalogues, cartes de vœux, épinglettes et autres menus cadeaux.

Exemple de contrepartie : le logo du mécène Vinci a figuré sur les billets d'entrée entre 2004 et 2007.

- Mécénat des entreprises

Tout don fait à Versailles par une entreprise assujettie à l'impôt sur les sociétés en France, est déductible à 60 % de cet impôt, dans la limite de 0,5 % du chiffre d'affaires hors-taxes. Les dons en nature ou en service (mécénat de compétence) sont valorisés à leur prix de revient ou, pour les éléments inscrits à l’actif de l’entreprise, à leur valeur nette comptable. Si le plafond est dépassé, le reliquat de réduction est reportable sur les cinq exercices suivants. Outre cette réduction, des « contreparties » (terme employé par la Mission du mécénat, ministère français de la Culture) représentant jusqu'à 25 % du montant du don peuvent être obtenues par le mécène. Ces contreparties peuvent prendre la forme de l'apposition du logo d'entreprise sur la communication de l'opération mécénée, de mise à disposition d'espaces pour organiser des évènements dans le château ou sur le domaine, de visites privées, d'invitations, etc.
- Mécénat pour l'acquisition d'un « trésor national »

Lorsque l'entreprise mécène fait un don pour l'acquisition d'un bien classé au titre de « trésor national », la réduction d'impôt est égale à 90 % du versement effectué. Cette réduction ne peut dépasser 50 % du montant de l'impôt dû par l'entreprise. Mais dans le cas d'une société appartenant à un groupe, cette limite de 50 % s'applique aux impôts dus par l'ensemble du groupe, et non par la seule entreprise mécène,. Cette importante disposition fiscale ne prévoit pas de « contrepartie ».
À titre d'exemple, le bureau de la reine Marie-Antoinette, « trésor national » présenté le 21 mars 2011, acquis 6 750 000 euros grâce au mécénat de deux entreprises (LVMH et Sanofi-Aventis) a réellement entraîné pour celles-ci une dépense de 675 000 euros, le reste (6 075 000 euros) étant couvert par la réduction de l'impôt sur les sociétés.
- Le système du parrainage

Dans le cas des entreprises, cette activité est régie par l'article 39.1, 7e alinea, du code général des impôts. Considérée comme une opération « destinée à promouvoir l’image de marque de l’entreprise », elle devient de ce fait une démarche commerciale. Ainsi, la somme consacrée à un parrainage, assujettie à la TVA, est déductible à 100 % des résultats imposables de l'entreprise. Pour les donateurs individuels, le régime fiscal du parrainage est identique à celui du mécénat.

### Accueil des mécènes
Du fait de son importance financière, la recherche de mécènes s'est aujourd'hui professionnalisée. L'EPV s'est doté d'un service mécénat dont l'objectif est de rechercher, accueillir des mécènes, leur proposer un choix d'opérations en liaison avec leurs goûts ou leur secteur d'activité.
Pour les entreprises, chaque partenariat est bâti « sur mesure » parmi un « large éventail de possibilités » : restauration de salle, d'œuvre, de décor, voire d'un bâtiment, achat de mobilier, organisation d'exposition, aménagement d'accueil pour les visiteurs.

## Acteurs du mécénat à Versailles

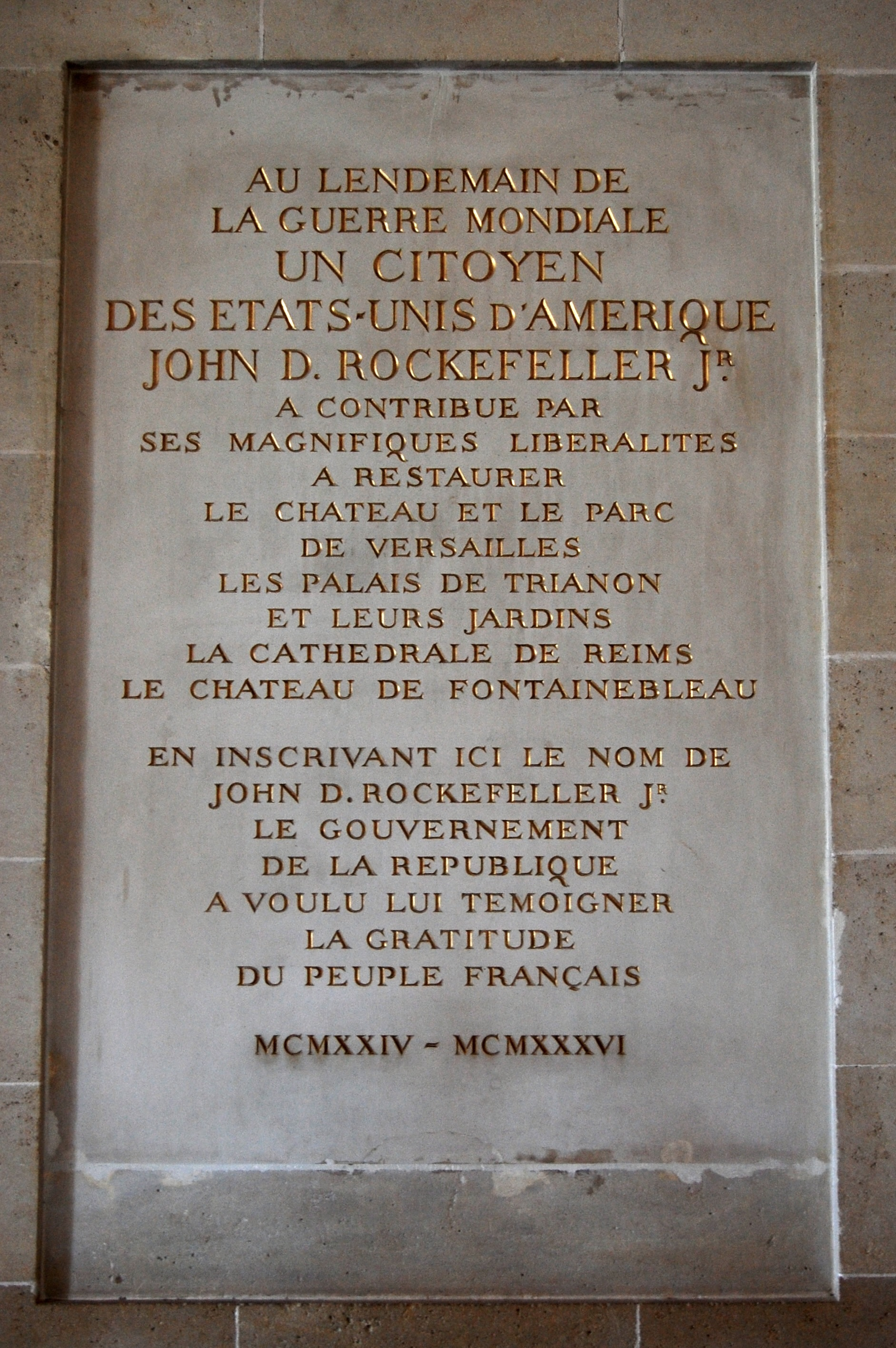
Plaque marquant le mécénat de John Davison Rockefeller Junior au château de Versailles.

### Les personnes privées
Les grands mécènes : Douglas Dillon, la famille Rockefeller, la famille David-Weill, Mary Lasker, Barbara Hutton, Arturo Lopez-Willshaw, Paul-Louis Weiller, etc.

### Les associations
- La société des Amis de Versailles, a pour but de soutenir les travaux de restauration du château de Versailles et d’encourager sa visite. Fondée le 19 décembre 1907 et reconnue d'utilité publique le 16 avril 1913, l'association fait également appel au mécénat. Dans ces réalisations récentes, la restauration en 2009 du cabinet de Garde-robe de Louis XVI, grâce à un don de Lady Michelham of Hellingly et la restauration courant 2011 du balcon de la cour des Cerfs.

Deux organisations américaines soutiennent également Versailles :
- Versailles Foundation, une fondation à but non lucratif 501 (c) 3 qui permet une exemption d'impôts pour les contribuables américains lui faisant des dons. Son but est de promouvoir l'amitié franco-américaine et les échanges culturels. Sa mission principale est d'apporter son soutien à la préservation, à l'entretien et à la réhabilitation d'importants monuments historiques français, notamment le Musée Claude Monet à Giverny et le château de Versailles.
- American Friends of Versailles, organisation sœur de la société des amis de Versailles. Créée le 30 juin 1998, elle soutient Versailles en finançant des projets de restauration ainsi que sous forme d'échanges culturels.

Par exemple, American Friends of Versailles a financé 3,3 des 6,6 millions d'euros pour le réaménagement, entre 2000 et 2004, des terrasses du bosquet des Trois-Fontaines et la modernisation de son hydraulique. À partir de 2008, elle a contribué à hauteur de 2 millions d'euros à la restitution du Pavillon frais du Petit Trianon.
La Versailles Foundation a, elle, financé les deux tiers de 1,6 million d'euros de la rénovation du bosquet des Bains d'Apollon. En y ajoutant la restauration de la Salle de bal, le budget total s'élève à 4,3 millions d'euros.

### Les entreprises

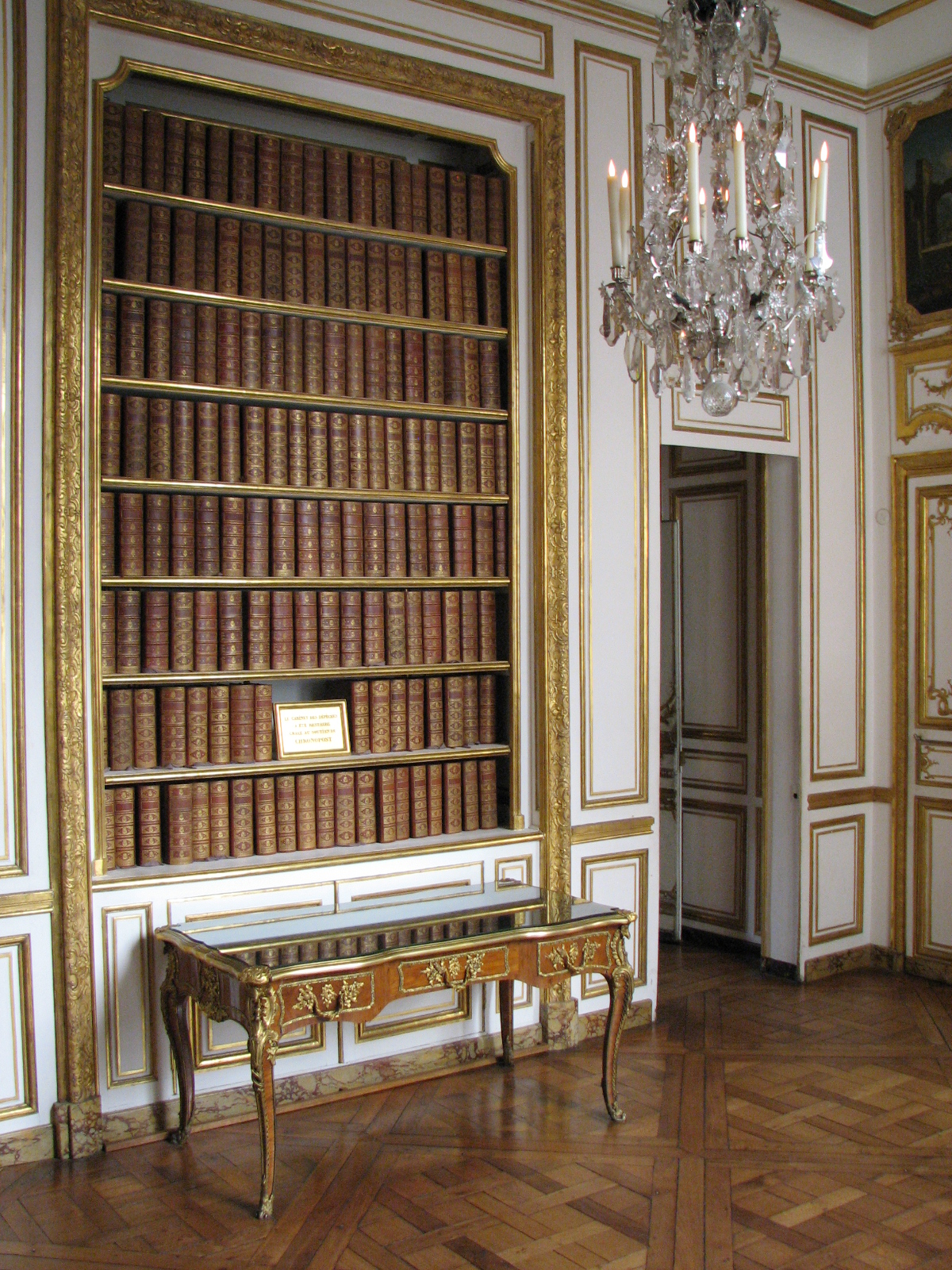
Bibliothèque du cabinet des Dépêches avec une inscription remerciant Chronopost pour la restauration de cette pièce.

Plusieurs grandes entreprises, principalement françaises ont, ces dernières années, participé au mécénat de Versailles (liste non exhaustive) :
- Le groupe Vinci a financé la totalité des 12 millions d'euros de travaux de restauration[15], entre 2004 et 2007, de la galerie des Glaces.
- Chronopost a financé la réparation en 1999 et 2000 du cadran et du mécanisme de l'horloge de la cour de Marbre pour 900 000 €[15] et la restauration du cabinet des Dépêches.
- La compagnie ferroviaire privée nippone Hankyu a financé la restauration de l'éclairage et des boiseries du bureau de la Reine entre 2000 et 2001 pour 366 000 €[15]
- le groupe de travaux publics Monnoyeur a contribué aux travaux sur la toiture — charpente, couverture et dorure — entrepris depuis 2007[15] et la « reconstitution » de la grille royale[15]. Chantier de 15 millions d'euros financé en totalité par le Groupe Monnoyeur.
- la Française des jeux a financé la restauration de la statue équestre de Louis XIV
- La société de spiritueux Martell a financé 366 000 des 860 000 €[15] de la restauration entre 2009 et 2010 de la peinture et des stucs de l'antichambre du grand couvert.
- BNP Paribas a financé 396 000 €[15] sur un total de plus d'un million d'euros du cout de la restauration entre 1999 et 2001 du plafond peint L'Apothéose d'Hercule du salon d'Hercule dans le Grand appartement du Roi.
- Montres Breguet a financé la restauration complète du Petit Trianon dans son état historique, y compris le Pavillon français, pour un montant de 5 millions d'euros[28].
- Michelin a financé la restauration de la galerie des carrosses
- LVMH a notamment soutenu la réalisation de l’exposition « Les Tables Royales en Europe », permis l’acquisition de plusieurs « Trésors nationaux » – parmi lesquels le bureau de la Reine Marie-Antoinette par Riesener ou la verseuse d’argent offerte à Louis XIV par l’Empereur du Siam – ou bien encore soutenu la restauration des salles d’Afrique, de Crimée et d’Italie en 1992 et du Réchauffoir du Hameau de la Reine.